# Аломерович, Златан
Зла́тан Аломе́рович (нем. Zlatan Alomerović, серб. Златан Аломеровић; род. 15 сентября 1991, Прибой, Югославия) — немецкий футболист, вратарь клуба «Ягеллония».

## Детство
Златан Аломерович родился в югославском городе Прибой, ныне расположенном на территории Сербии. Семья Аломеровича переехала в Германию в 1999 году и поселилась в Рурской области федеральной земли Северный Рейн-Вестфалия. Поэтому Аломерович имеет двойное гражданство — Сербии и Германии. Немецкий паспорт он получил в том числе благодаря содействию руководства «Боруссии Дортмунд».

## Клубная карьера
В восьмилетнем возрасте Златан Аломерович был зачислен в Академию клуба «ТУС Хевен». Затем несколько лет тренировался в Академии «Боммерна 05» и «Хербеде». В 2005—2006 годах прошёл подготовку в «Виттене», а в сезоне 2006/07 поступил в Академию «Боруссии Дортмунд».
Окончив футбольную школу, в 2010 году Аломерович присоединился к «Боруссии Дортмунд II», выступавшей в Региональной лиге. Единственную игру в сезоне 2010/11, проведенную Аломеровичем против второй команды дюссельдорфской «Фортуны», команда закончила со счетом 2:2. В следующем сезоне новый тренер Девид Вагнер ввел несколько новшеств. Например, он проводил ротацию вратарей, согласно которой каждый из трех голкиперов играл через два матча на третий. Первый матч при новом тренере для Аломеровича пришёлся на Рурское дерби со второй командой «Шальке 04», в котором вторая команда «Боруссии Дортмунд» одержала уверенную победу со счетом 4:0.
Дебют Аломеровича в качестве профессионального футболиста состоялся 21 июля 2012 года. Дортмундцы, поднявшиеся в Третью лигу, сыграли против «Оснабрюка». В конце сезона 2012/13 Аломерович был приглашен третьим вратарем в состав основной команды и подписал однолетний контракт с «Боруссией Дортмунд».

## Достижения
«Боруссия» (Дортмунд)
- Обладатель Суперкубка Германии: 2014